# Jean-Paul Brodeur
Pour les articles homonymes, voir Brodeur.
Jean-Paul Brodeur (né en 1943 et mort le 26 avril 2010 à Montréal) est un criminologue et chercheur québécois. De 1988 à 1996 et de 2004 à 2010, il est directeur du Centre international de criminologie comparée de l'Université de Montréal, où il est également professeur titulaire au département de criminologie.

## Biographie
Diplômé de l'Université de Paris et de l'Université de Montréal en philosophie, Jean-Paul Brodeur devient directeur de recherche pour la Commission Keable en 1978. 
Il meurt le lundi 26 avril 2010 à l'âge de 66 ans.